# Synode

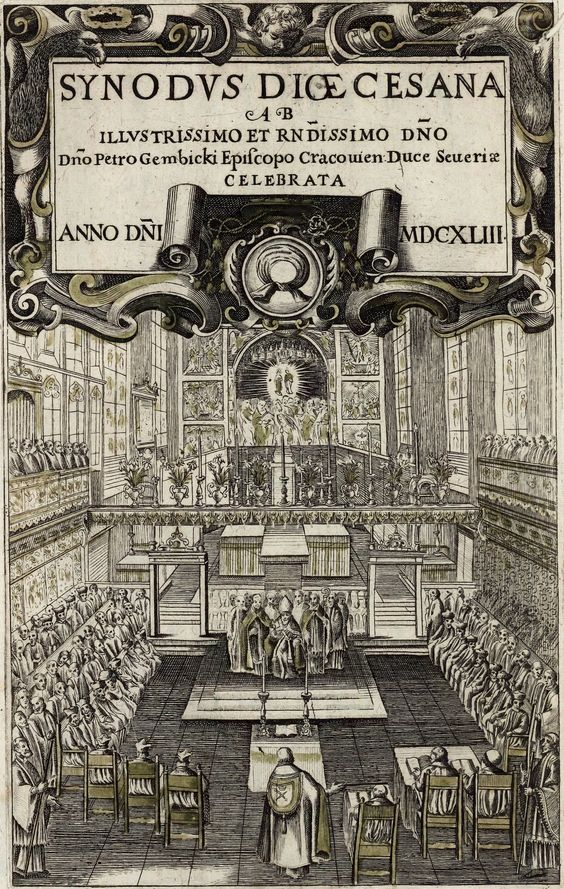
Synode diocésain à Cracovie en 1643.

Dans le christianisme, un synode est une assemblée délibérative d'ecclésiastiques mais aussi, dans certains cas, de laïcs.
Cette pratique remonte aux racines juives du christianisme : le judaïsme a puisé dans le Tanakh la tradition de convoquer des assemblées représentatives, composées de rabbins et de laïcs, afin de débattre de questions doctrinales, juridiques ou morales.
Dans le catholicisme, les termes de « synode » et de « concile » ont longtemps été interchangeables, sauf au niveau local, où a toujours été employée l'appellation de synode diocésain et non pas de concile. Depuis la fin du XXe siècle, l'Église catholique tend à réserver le terme de « concile » aux assemblées dites œcuméniques, c'est-à-dire mondiales.
Chez les orthodoxes, le Saint-Synode est l'assemblée permanente des évêques qui, sous la présidence d'un primat, dirige l'une des Églises autocéphales de la communion orthodoxe.
Dans le protestantisme, le synode est l'assemblée responsable du gouvernement d'une Église, dans la mesure où elle a adopté le régime presbytéro-synodal. Des laïcs font partie des synodes protestants aux côtés des pasteurs.

## Évolution du sens

### Étymologie et sens premier
L'étymologie du mot « synode » reste discutée. L'interprétation la plus fréquente est sun-odos, c’est-à-dire « route ensemble » ou « voyage en compagnie », du grec ancien σύν / sún, « avec », et ὁδός / hodós, « chemin », « route ». Une autre option est le mot σύνοδος / súnodos composé de σύν / sún et de ὀδός / odós provenant du dialecte attique οὐδός / oudós, « seuil de la maison » (mais resterait à expliquer le passage inhabituel de ου (prononcé [o:] long fermé en Attique du Ve siècle, puis [u]), à ο (prononcé [o] bref fermé, puis [o] sans distinction de longueur ou d'ouverture)) ; d'ailleurs le mot *σύνουδος ne semble pas attesté contrairement à σύνοδος qui l'est parfaitement. Le mot « synode » désigne alors littéralement le fait de franchir le même seuil, de demeurer ensemble. Dans les deux cas, la signification est un rassemblement, une réunion.
Le mot synode est à l'origine équivalent du latin concilium, en français concile, qui désigne une assemblée d'évêques. On ne le trouve que dans les traductions de textes grecs qui cherchent à souligner les différences entre les usages orientaux et les usages occidentaux. La langue française utilise en fait le mot concile pour désigner les assemblées d'évêques, qu'elles soient locales ou œcuméniques. Ainsi toutes les assemblées d'évêques de l'Église antique ou médiévale sont appelées « conciles » en français.

### Usages de l'Église ancienne
Le premier synode connu fut celui convoqué par Victor Ier à Rome en 190 pour la fixation de la date de Pâques, célébrée un dimanche.
Dès le IIIe siècle apr. J.-C., on voit apparaître des conciles convoqués pour régler des crises ou des conflits locaux, tels que la question des lapsi. Ils peuvent être célébrés à tous les niveaux : local, régional, provincial. L'objectif est toujours, au-delà des circonstances précises de la réunion, de conforter et d'harmoniser la foi d'une Église particulière.

### Distinction progressive entre concile et synode
À l'époque de la réforme grégorienne, les papes élargirent la portée et la composition des synodes.
Pour distinguer les assemblées extraordinaires et générales ou encore universelles des synodes locaux, le terme de « synode général » fut réservé aux conciles convoqués ou présidés par le pape.
Ce n'est qu'au XXe siècle que, dans l'usage catholique, l'on commença à donner le nom de synode aux assemblées locales ou régionales, afin de réserver le mot « concile » aux synodes généraux ou encore universels, comme les conciles œcuméniques.
Les différentes Églises chrétiennes ont recours au mot « synode » pour désigner des assemblées régulières ou permanentes, participant au gouvernement de l’Église selon leur mode d'organisation particulier. Le mot synode revêt alors en français des sens spécifiques.

## Synodes de l'Église catholique
Longtemps, la collégialité de l’Église catholique s’est manifestée par les conciles et les synodes d’évêques, auxquels on prêtait la même signification, ainsi que par le Sacré Collège, formation d’un collège de cardinaux autour du pape à partir du XIIe siècle.
En 1215, le quatrième concile du Latran préconise la tenue annuelle de conciles (ou synodes) sous l'autorité des archevêques. Un synode peut également être convoqué sur un point particulier. 
Si l'institution synodale s'est perpétuée sans discontinuité à travers les siècles, sa mise en œuvre a été très variable. 
Les différentes assemblées de l'Église catholique ont été clairement identifiées et définies lors du concile Vatican II (1962-1965), puis par le Code de droit canonique de 1983. On distingue donc :
- le concile œcuménique, qui réunit les évêques du monde entier ;
- le Synode des évêques ou synode romain, assemblée plus restreinte que le concile, donc plus facile à réunir. Il a été créé par le motu proprio Apostolica sollicitudo (de) du pape Paul VI le 15 septembre 1965 à l'issue du concile Vatican II[9]. Ce synode a pour but d’informer et de conseiller le pape, mais celui-ci peut aussi lui donner un rôle délibératif, sous réserve que les décisions soient ratifiées par ses soins. Selon sa composition ou son objet, le synode romain peut être :
  - « ordinaire » : il réunit des évêques élus par les conférences épiscopales, les patriarches orientaux, des évêques nommés personnellement par le Pape, et des religieux,
  - « extraordinaire » : il réunit seulement les présidents des conférences épiscopales, les patriarches orientaux, les cardinaux préposés aux congrégations de la Curie, des religieux et des participants nommés par le pape. Il s’agit alors de donner des réponses rapides à « des questions concernant le bien de l’Église universelle »,
  - « spécial » : il est convoqué sur une question propre à une région ou à une Église particulière ;
- le Collège des cardinaux ;
- les conciles particuliers, pléniers ou provinciaux ;
- les conférences épiscopales, d’une nation ou d’un territoire ;
- le synode diocésain, convoqué par l’évêque dans son diocèse, qui selon le Code de droit canonique de 1983 : « […] sera célébré dans chaque Église particulière lorsque, au jugement de l'Évêque diocésain et après que celui-ci a entendu le conseil presbytéral, les circonstances le suggéreront. »

Le Code des canons des Églises orientales, publié en 1991 et applicable aux Églises catholiques orientales, utilise lui le terme de « synode des évêques » pour désigner le conseil formé de l’ensemble des évêques de chaque Église patriarcale ou Église archiépiscopale majeure.

## Synodes dans les Églises orthodoxes

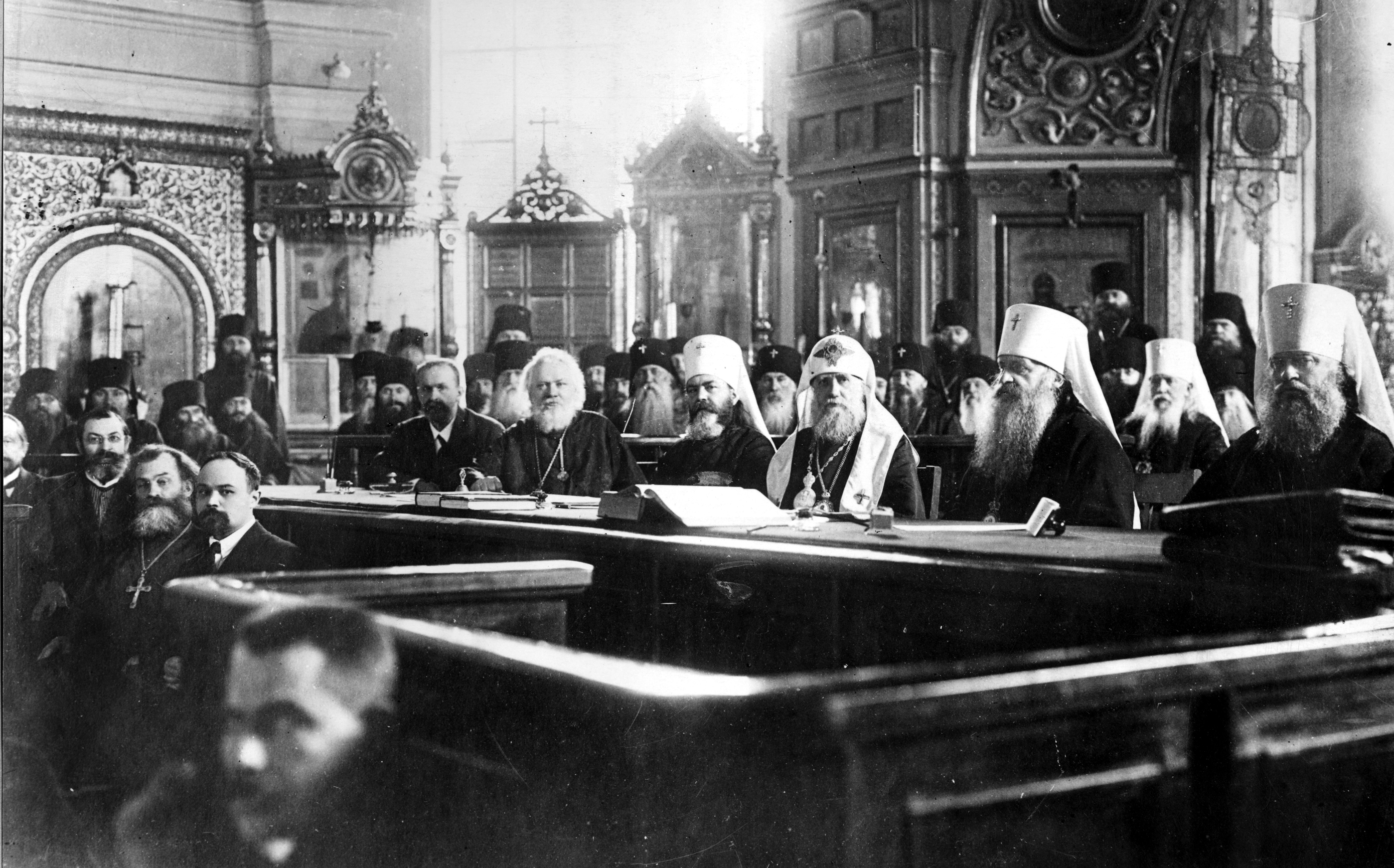
Synode de 1917 après l'élection de Tikhon de Moscou.

Le mot a trois acceptions, toutes en lien avec le gouvernement de l’Église :
1. assemblée permanente d'évêques qui siègent sous la présidence d'un primat, qu'il porte le titre de patriarche ou celui d'archevêque, à la tête d'une des Églises autocéphales de la Communion orthodoxe,
2. l'assemblée des évêques russes en exil qui à partir de 1925 tentèrent de perpétuer l'organisation de l'Église russe et qui regroupèrent les communautés russes à l'étranger. Le mot synode désigne l'ensemble des communautés rattachées à cette instance,
3. de façon dérivée, la période synodale de l'histoire russe, c'est-à-dire la période où le patriarcat de Moscou avait été supprimé (1721-1917) et remplacé par un Saint-Synode. Un fonctionnaire laïc avait été placé à la tête du synode et l'Église subissait la tutelle du ministre des Cultes.

## Synodes protestants

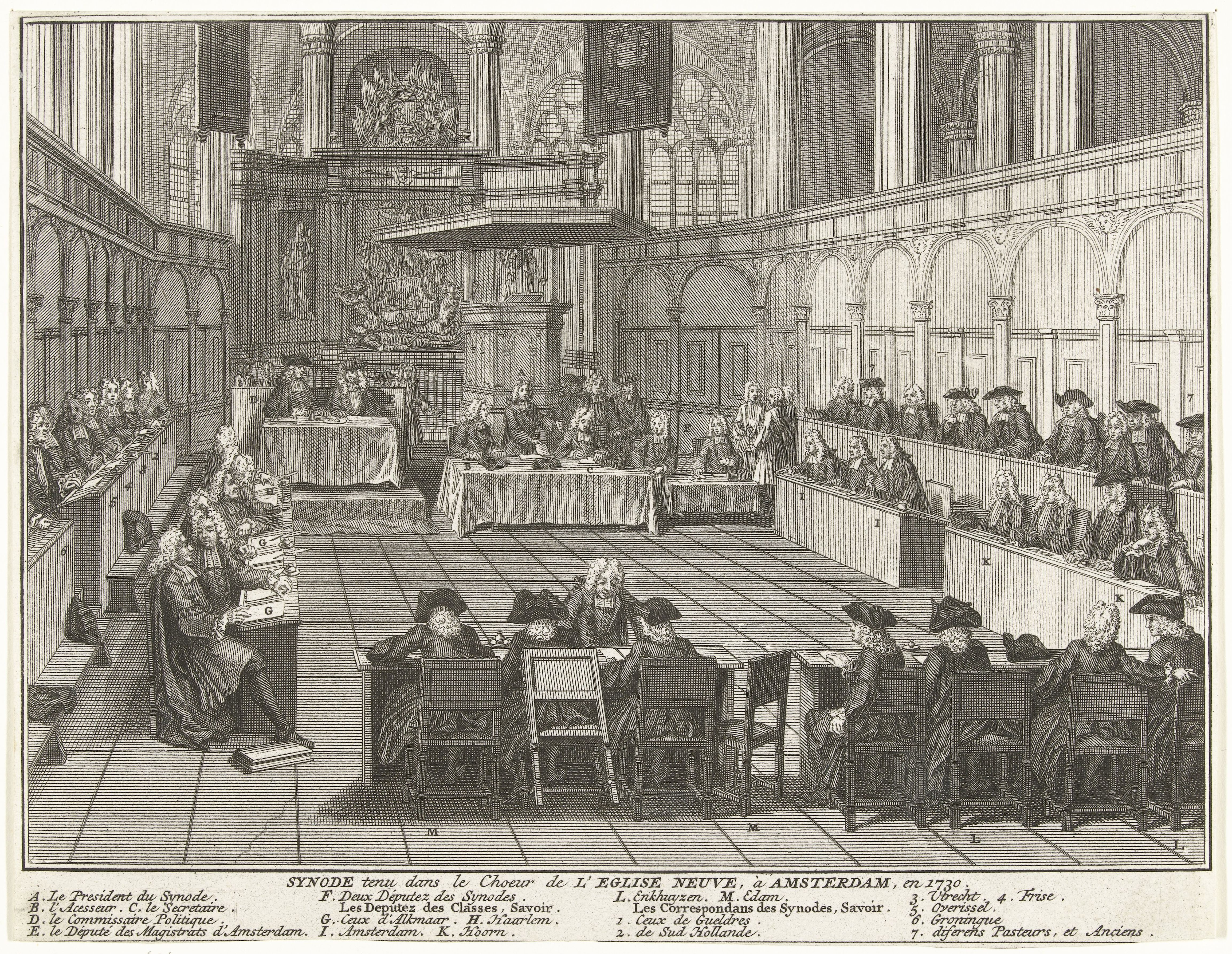
« Synode tenu dans le chœur de l’Église Neuve, à Amsterdam, en 1730 » (B. Picart)

Dans le système presbytérien synodal (ou presbytéro-synodal) qui est la forme de gouvernement d'Église la plus répandue au sein des Églises réformées comme luthériennes (par exemple l'Église de Suède ou l'Église luthérienne - Synode du Missouri) ou anglicanes, le synode est le nom donné à l'assemblée du plus haut niveau, souvent au niveau national, qui décide de toutes les questions essentielles, notamment :
- la confession de foi ;
- l'organisation générale (la Discipline) ;
- la formation, du recrutement et du salaire des ministres ;
- les relations avec les autres Églises.

Dans certaines églises, par exemple l’Église d’Écosse, le modérateur du synode national est aussi le président de l'église ou en tous cas son porte-parole.
En France, le premier synode national protestant s'est tenu à Paris en 1559. Il élabora la confession de foi, qui, ratifiée en 1571 par le synode de La Rochelle, prit dès lors le nom de confession de la Rochelle. De nombreux autres synodes se sont tenus depuis, leur liste pouvant être consultée.
Aujourd'hui, dans le cadre de l'Église protestante unie de France créée en 2013 par la réunion des Églises réformée et luthérienne de France, il existe des synodes régionaux et nationaux. Les synodes régionaux sont des assemblées délibératives. Chacun d'eux réunit des représentants au conseil régional concerné et des délégués de l'ensemble des églises locales de la région (pasteurs et laïcs ayant la fonction de délégués synodaux). Les délibérations des synodes régionaux sont soumises, pour un 2e niveau d'analyse et de délibération, au synode national. Le synode national est l'instance souveraine, décidant de la formulation de la foi et des questions d'organisation, depuis le traitement des ministres jusqu'aux accords internationaux ou interconfessionnels. Il élit un conseil national qui gère l'Union et met en œuvre les décisions et orientations synodales entre deux sessions annuelles.